# Práče (powiat Znojmo)
Práče (niem. Pratsch) – gmina w Czechach, w powiecie Znojmo, w kraju południowomorawskim. Według danych z dnia 1 stycznia 2014 liczyła 809 mieszkańców.